# Verdenshave
Et verdenshav (ocean) er et større sammenhængende saltvandområde og er en del af hydrosfæren. Over 70 % (ca. 360 mill. km²) af jordens overflade er dækket af sammenhængende saltvandsmasser som vi kalder verdenshavet eller det globale ocean – og som gerne inddeles i flere verdenshave. Havene består af omkring 1,35 milliarder kubikkilometer saltvand. Middeldybden i havet er omkring 3.800 meter, hvilket betyder at omkring 60 procent af havet udgøres af dybhav.
Antallet af verdenshave er afhængigt af opgørelsesmetoden og kan være fra 1 til 7.

## Tre verdenshave[1]
- Stillehavet
- Atlanterhavet
- Det Indiske Ocean

## Fire verdenshave
- Stillehavet
- Atlanterhavet
- Det Indiske Ocean
- Ishavet

## Fem verdenshave[2]
- Stillehavet
- Atlanterhavet
- Det Indiske Ocean
- Ishavet
- Det Sydlige Ishav

## Syv verdenshave
Der findes forskellige inddelinger, se De syv have.

## Regioner
Verdenshavet eller verdenshavene bliver inddelt i talrige regioner afhængig af de fysiske og biologiske betingelser af disse områder. Den pelagiske zone inkluderer alle åbne verdenhavs regioner og kan underinddeles i regioner kategoriseret efter dybde og lysmængde.
Den fotiske zone omfatter verdenshavet fra vandoverfladen til 200 meter ned. Dette er regionen hvor fotosyntesen sædvanligvis forekommer og derfor indeholder den største biodiversitet i verdenshavet. Her kan planter og alger typisk leve.
Da planter og alger kun kan overleve med fotosyntese, vil enhver livsform fundet lavere end 200 meters dybde, enten leve af materiale som drysser ned fra oven (se marin sne) – eller finde en anden primær energikilde; dette kommer ofte i form af hydrotermiske væld i hvad der er kendt som den afotiske zone (alle dybder dybere end 200m). Den pelagiske del af den fotiske zone er kendt som den epipelagiske. Den pelagiske del af den afotiske zone kan yderligere inddeles i regioner som følger hinanden lodret. Den mesopelagiske er den øverste afotiske region, med sin laveste grænse ved en termoklin på 12 °C, som, i troperne generelt ligger mellem 700 og 1.000 m nede. Efter denne er der den bathypelagisk liggende mellem 10 °C og 4 °C, eller mellem 700 eller 1.000 m og 2.000 eller 4.000 m. Liggende under den bathypelagisk nedre grænse er den Abyssopelagiske, hvis nedre grænse ligger ved omkring 6.000 m. Den sidste zone falder ned i oceangravene, og er kendt som den Hadopelagisk. Denne zone ligger mellem 6.000 m og 10.000 m er den dybeste oceaniske zone.
Sammen med de pelagiske afotiske zoner er der også de bentiske afotiske zoner, disse korresponderer til de tre dybeste zoner. Den bathyaliske zone dækker fra kontinentalskrænten og ned til omkring 4.000 m. Den abyssale zone dækker de abyssale flader mellem 4.000 og 6.000 m. Sidst er der den hadale zone, der korresponderer til den hadalpelagiske zone som findes i oceangravene. 
Den pelagiske zone kan også deles i to underregioner, den neritiske zone og den oceaniske zone. Den neritiske omfatter vandmasserne direkte over Kontinentalsoklen, mens den oceaniske zone omfatter alt helt åbent vand.
I kontrast, dækker den littorale zone regionen mellem lavvande og højvande og repræsenterer overgangsområdet mellem marine og terrestiske betingelser. Den littorale zone er også kendt som den intertidale zone fordi den er området hvor tidevandets niveau påvirker regionens betingelser.